# Felségcímer
A felségcímer a hagyományos címertani felosztásban egy ország uralkodójának vagy valamilyen szuverén fejedelemnek a címere, aki valamely terület fölött gyakorol hatalmat. A felségiség, azaz a szuverenitás kifejezője.
A felségcímert az államcímertől eltérően csak egy adott uralkodó viseli az állam- vagy a tartományi címer mellett.
Névváltozatok: fölségi címer (Bárczay 4.) 
fr: armoiries de souveraineté, armoiries de domaine, de: Majestätswappen, Suverenitätswappen, Herrschaftswappen 
Rövidítések
Az uralkodó területi hatalmát fejezi ki. A felségcímer nagyrészt megegyezik az államcímerrel, de a felségcímerben nagyobb hangsúlyt kap az uralkodó címere. Mivel egyfajta személyi címerről van szó, mely nem öröklődik apáról fiúra, uralkodó- vagy dinasztiaváltás esetén az új király korábbi személyes címerét felcseréli a felségcímerrel. Az angol uralkodók mindegyike új felségcímert vesz fel, amikor trónra lép, amely így az ő személyes felségcímere lesz. A felségcímer megfelelője a felségpecsét.

## Kapcsolódó szócikk
- Családi címer